# José Iturbi
José Iturbi (ur. 28 listopada 1895 w Walencji, zm. 28 czerwca 1980 w Los Angeles) – hiszpański dyrygent i pianista.

## Życiorys
Naukę gry na fortepianie rozpoczął w wieku 3 lat, mając 7 lat występował już w kawiarniach. Studiował u Joaquína Malatsa w konserwatorium w Walencji oraz w Paryżu u Victora Stauba (dyplom 1913). W latach 1918–1922 prowadził klasę fortepianu w konserwatorium w Genewie. W 1923 roku debiutował w Londynie, a w 1928 roku w Stanach Zjednoczonych. W 1933 roku zadebiutował w Meksyku jako dyrygent. Od 1936 do 1944 roku prowadził Rochester Philharmonic Orchestra. Występował w duecie fortepianowym w Wandą Landowską oraz swoją siostrą, Amparo Iturbi. Był wykonawcą utworów Aleksandra Tansmana, który zadedykował mu część swoich kompozycji. Dokonał nagrań płytowych dla wytwórni Columbia Records, Angel Records i RCA, występował także w filmach. Interesował się jazzem, dokonał opracowania na dwa fortepiany Błękitnej rapsodii George’a Gershwina. Komponował również własne utwory fortepianowe.

## Filmografia
- 1945 - Podnieść kotwicę